# John Cabrera
 (novembre 2015).
Si vous disposez d'ouvrages ou d'articles de référence ou si vous connaissez des sites web de qualité traitant du thème abordé ici, merci de compléter l'article en donnant les références utiles à sa vérifiabilité et en les liant à la section « Notes et références ».
John Cabrera (né le 26 août 1975) est un acteur, scénariste et directeur américain, principalement connu pour avoir interprété le rôle de Brian Fuller dans la série télévisée Gilmore Girls sur The WB (qui deviendra plus tard The CW). Il est également apparu dans Studio 60 on the Sunset Strip, NCIS : Enquêtes spéciales, Mes plus belles années, Miracles et Les Experts.

## Biographie
John est né à Miami, en Floride, et a étudié au Miami Killian High School (diplômé en 1993) où il a commencé sa formation d'acteur. Il étudia plus tard à l'école théâtrale de l'Université DePaul (anciennement appelée The Goodman School of Drama) à Chicago, dans l'Illinois, où il a obtenu sa licence d'acteur. Judy Greer, Michael Muhney et Sean Gunn étaient des anciens camarades mais aussi de bons amis de John.
En 1998, il rejoint un collectif de théâtre de professionnels et crée le festival Sketchbook avec le directeur artistique de la troupe Collaboraction, Anthony Moseley. En 2001, Cabrera reçoit un Joseph Jefferson Citation Award pour son rôle des Nat dans la pièce Refuge, produite par Jessica Goldberg. 
John a déménagé à Los Angeles en 2000, où il a commencé sa carrière d'acteur à la télévision, au cinéma et au théâtre. Il a travaillé dans des théâtres tels que Mark Taper Forum's Taper Too et South Coast Repertory.
Même s'il est principalement connu en tant qu'acteur, John a également été directeur de films, tels que le court-métrage Affair Game de Jessica Goldberg (dont la distribution principale comprenait Hamish Linklater, Irina Björklund et Liza Weil), ainsi que The Man Who Invented the Moon écrit par un vieux collègue et ami, Lee Kirk, et dont la distribution comprenait Sean Gunn. En 2007, John a dirigé Jenna Fischer (qui joue dans The Office) dans un clip vidéo pour le chanteur et compositeur Willie Wisely, pour la chanson "Through Any Window".
Cependant, depuis quelques années, John s'est beaucoup focalisé sur sa carrière de scénariste. En 2010, il a écrit et dirigé la série musicale indienne The Homes pour Lockerz. La distribution de cette série comprenait Chelsea Kane, Sean Gunn et Keiko Agena parmi d'autres. The Homes est l'histoire d'un groupe d'adolescents qui traverse les États-Unis en voiture. Chaque épisode finit par un clip vidéo dont les chansons sont écrites et chantées par les jeunes acteurs eux-mêmes.
En 2008, il a été annoncé que John et Cosimo De Tommaso écriraient une web-série de Warner Premiere intitulée H+ (désormais appelée H+ The Digital Series). 

## Filmographie

### Acteur

#### Cinéma
- 2001 : Nightlight : Dennis
- 2012 : The Giant Mechanical Man : Toby

#### Courts-métrages
- 1999 : Role Play

#### Télévision

##### Séries télévisées
- 2002-2007 : Gilmore Girls : Brian Fuller
- 2003 : Mes plus belles années : David
- 2003 : Miracles : Stu
- 2004 : Les experts : Copy Shop Clerk
- 2006 : NCIS : Enquêtes spéciales : Officer Samuel Tate
- 2006-2007 : Studio 60 on the Sunset Strip : Elliot
- 2009 : FBI : Portés disparus : Bill Mesler
- 2009 : Numb3rs : Randy Wesslinger
- 2012 : H+ : Andy
- 2016 : Gilmore Girls : Une nouvelle année : Brian

### Réalisateur

#### Courts-métrages
- 2003 : The Man Who Invented the Moon
- 2004 : Crazy Love
- 2006 : Affair Game

#### Télévision

##### Séries télévisées
- 2011 : The Homes

### Monteur

#### Courts-métrages
- 2003 : The Man Who Invented the Moon
- 2004 : Crazy Love
- 2006 : Affair Game

### Producteur

#### Courts-métrages
- 2004 : Crazy Love

#### Télévision

##### Séries télévisées
- 2011-2013 : H+

### Parolier

#### Télévision

##### Séries télévisées
- 2002-2006 : Gilmore Girls
- 2016 : Gilmore Girls : Une nouvelle année

### Effets spéciaux

#### Cinéma
- 2006 : Horribilis

### Scénariste

#### Cinéma
- 2001 : Nightlight

#### Télévision

##### Séries télévisées
- 2011-2013 : H+
- 2011 : The Homes
- 2016 : Diversion End
- 2016 : Seraphim